# 鄭軏
鄭軏（1454年—？年），字行之，江西廣信府永豐縣人，民籍，治《書經》，明朝政治人物。

## 生平
江西鄉試第二十二名舉人。弘治三年（1490年）中式庚戌科會試第二百二名，二甲第五十四名進士。

## 家族
曾祖鄭大德；祖父鄭應麟；父鄭懷，推官。母胡氏。兄轅 軾 監察御史 辐 弟軫 軸。